# Going Seventeen
Going Seventeen es un programa web de variedades surcoreano, que tiene como elenco principal al grupo de chicos, Seventeen. La primera temporada inició en 2017, y a la fecha cuenta con seis temporadas finalizadas y una séptima en curso. Todos los episodios se encuentran disponibles de forma gratuita en YouTube en el canal oficial de Seventeen.

## Episodios

### Primera temporada[1]
| N.º | Título                                                     | Fecha                     | Descripción |
| --- | ---------------------------------------------------------- | ------------------------- | --- |
| 0   | Prologue                                                   | 5 de junio del 2017       | Detrás de escena del video musical de Don't Wanna Cry en Los Ángeles. |
| 1   | In L.A.                                                    | 12 de junio del 2017      | Paseo en Los Ángeles. Visita al famoso de estudio de baile, Millenium Dance Complex. |
| 2   | In L.A.                                                    | 19 de junio del 2017      | Paseo en Los Ángeles. |
| 3   | SHOW CHAMPION                                              | 26 de junio del 2017      | Detrás de escena en Show Champion. |
| 4   | HAPPY BIRTHDAY TO HOSHI                                    | 3 de julio del 2017       | Detrás de escena en Show Champion y M Countdown. Cumpleaños de Hoshi. |
| 5   | CONCERT POSTER SHOOT BEHIND                                | 10 de julio del 2017      | Detrás de escena de la sesión de fotos para la gira mundial Diamond Edge. |
| 6   | FAN SIGN MEETING IN DAEGU & DAEJEON                        | 17 de julio del 2017      | Videoblog durante la firma de autógrafos en la ciudad de Daegu y Daejeon. |
| 7   | CONCERT VCR SHOOT BEHIND                                   | 24 de julio del 2017      | Detrás de escena de la filmación del video apertura de la gira mundial Diamond Edge. |
| 8   | DIAMOND EDGE CONCERT PRACTICE BEHIND                       | 31 de julio del 2017      | Ensayos para la gira mundial Diamond Edge. |
| 9   | DIAMOND EDGE CONCERT #1                                    | 7 de agosto del 2017      | Detrás de escena de los conciertos en Seúl de la gira mundial Diamond Edge. |
| 10  | DIAMOND EDGE CONCERT #2                                    | 14 de agosto del 2017     | Detrás de escena de los conciertos en Seúl de la gira mundial Diamond Edge. Cumpleaños de Wonwoo. |
| 11  | 1ST WORLD TOUR 'DIAMOND EDGE' IN JAPAN #1                  | 21 de agosto del 2017     | Videoblog durante la firma de autógrafos en Osaka y detrás de escena de los conciertos en Saitama de la gira mundial Diamond Edge.                                                                         |
| 12  | 1ST WORLD TOUR 'DIAMOND EDGE' IN JAPAN #2                  | 29 de agosto del 2017     | Detrás de escena de los conciertos en Saitama de la gira mundial Diamond Edge. |
| 13  | 4.º miniálbum 'Al1' Jacket behind #1                       | 4 de septiembre del 2017  | Detrás de escena de la sesión de fotos para el 4.º miniálbum Al1 en Corea del Sur. |
| 14  | Behind of behind #2                                        | 11 de septiembre del 2017 | Detrás de escena "del detrás de escena" de la filmación del video musical de Don't Wanna Cry en Los Ángeles. Detrás de escena del video especial de We Gonna Make It Shine presentado por la unidad vocal. |
| 15  | 1ST WORLD TOUR 'DIAMOND EDGE' IN THAILAND & HONG KONG      | 18 de septiembre del 2017 | Detrás de escena de los conciertos en Bangkok y Hong Kong de la gira mundial Diamond Edge. |
| 16  | 1ST WORLD TOUR 'DIAMOND EDGE' IN NORTH AMERICA #1          | 25 de septiembre del 2017 | Detrás de escena de los conciertos en Chicago, Dallas y Toronto de la gira mundial Diamond Edge. Jun tocando el piano.                                                                                     |
| 17  | 1ST WORLD TOUR 'DIAMOND EDGE' IN NORTH AMERICA #2          | 2 de octubre del 2017     | Paseo por Chicago. Visita al parque de atracciones, Six Flags. |
| 18  | 1ST WORLD TOUR 'DIAMOND EDGE' IN CHILE & 'MY I' M/V BEHIND | 9 de octubre del 2017     | Detrás de escena del concierto en Santiago de Chile de la gira mundial Diamond Edge y el video musical de MY I de Jun y The8.                                                                              |
| 19  | 1ST WORLD TOUR 'DIAMOND EDGE' IN JAKARTA & SINGAPORE       | 16 de octubre del 2017    | Detrás de escena de los conciertos en Yakarta y Singapur de la gira mundial Diamond Edge. |
| 20  | 1ST WORLD TOUR 'DIAMOND EDGE' IN TAIPEI                    | 23 de octubre del 2017    | Detrás de escena del concierto en Taipéi de la gira mundial Diamond Edge. |
| 21  | 1ST WORLD TOUR 'DIAMOND EDGE' IN KUALA LUMPUR              | 30 de octubre del 2017    | Detrás de escena del concierto en Kuala Lumpur de la gira mundial Diamond Edge. Breve videoblog en el hotel.                                                                                               |
| 22  | 1ST WORLD TOUR 'DIAMOND EDGE' IN MANILA                    | 6 de noviembre del 2017   | Detrás de escena del concierto en Manila, última fecha de la gira mundial Diamond Edge. |
| 23  | 1ST WORLD TOUR 'DIAMOND EDGE' BEHIND                       | 13 de noviembre del 2017  | Detrás de escena de los conciertos de la gira mundial Diamond Edge. Breves videoblogs en el hotel. |
| 24  | 1ST WORLD TOUR 'DIAMOND EDGE' BEHIND 2                     | 20 de noviembre del 2017  | Detrás de escena de los conciertos de la gira mundial Diamond Edge. Breves videoblogs en el hotel. |
| 25  | THE MAKING OF THE ALBUM 'TEEN, AGE'                        | 27 de noviembre del 2017  | Videoblog durante los preparativos para el lanzamiento del segundo álbum de estudio Teen, Age. |
| 26  | THE BEHIND OF Mnet PRESENT SPECIAL & SHOWCASE              | 4 de diciembre del 2017   | Detrás de escena del show de regreso organizado por Mnet para el segundo álbum de estudio Teen, Age. |
| 27  | SHOW CHAMPION & 1ST FAN SIGN MEETING                       | 11 de diciembre del 2017  | Detrás de escena de Show Champion y videoblog durante la primera firma de autógrafos del segundo álbum de estudio Teen, Age.                                                                               |
| 28  | FAN MEETING & MUSIC BANK BEHIND                            | 24 de diciembre del 2017  | Videoblog durante el encuentro de fanes fuera de KBS y una firma de autógrafos. Detrás de escena de su presentación en Music Bank, ganan el primer lugar.                                                  |
| 29  | SPECIAL GOING SEVENTEEN                                    | 25 de diciembre del 2017  | Especial de Navidad de Going Seventeen conducido por DK, Wonwoo y Hoshi. Los integrantes piden deseos y analizan el año de Going Seventeen. Fin de la primera temporada.                                   |

### Segunda temporada[2]
| N.º | Título                                                   | Fecha                     | Descripción |
| --- | -------------------------------------------------------- | ------------------------- | --- |
| 1   | -                                                        | 5 de febrero del 2018     | Los integrantes de Seventeen se separan en grupos y muestran sus habilidades en la cocina.                                                      |
| 2   | Time Letter                                              | 19 de febrero del 2018    | Cartas para Carat. |
| 3   | -                                                        | 5 de marzo del 2018       | Preparativos para el lanzamiento del álbum reempaquetado Director's Cut. Detrás de escena de la filmación del video musical de Thanks.          |
| 4   | -                                                        | 19 de marzo del 2018      | Detrás de escena de las presentaciones de Thanks en Show Champion y M Countdown. Cumpleaños de Dino.                                            |
| 5   | -                                                        | 2 de abril del 2018       | Preparativos para el lanzamiento del primer sencillo digital de BooSeokSoon (BSS), Just Do It. Detrás de escena del contenido promocional.      |
| 6   | -                                                        | 17 de abril del 2018      | Detrás de escena de la gira japonesa SVT y eventos con fanes (firma de autógrafos y viaje en barco).                                            |
| 7   | -                                                        | 30 de abril del 2018      | Detrás de escena de la gira japonesa SVT. |
| 8   | -                                                        | 14 de mayo del 2018       | Los integrantes de Seventeen arman coronas de flores. Participan DK, Jeonghan, Seungkwan, Jun, Wonwoo y S.Coups.                                |
| 9   | -                                                        | 28 de mayo del 2018       | Los integrantes de Seventeen visitan un estudio de arte y se dibujan entre ellos. Participan Hoshi, Joshua, Woozi, Vernon, Dino, The8 y Mingyu. |
| 10  | -                                                        | 11 de junio del 2018      | |
| 11  | 세븐틴의 일본 데뷔 비하인드로 캐럿들을 Call Call Call!   | 25 de junio del 2018      | |
| 12  | IDEAL CUT 콘서트를 준비하는 세븐틴의 자세                | 9 de julio del 2018       | |
| 13  | 세븐틴과 캐럿의 ‘IDEAL CUT’                              | 23 de julio del 2018      | |
| 14  | YOU MAKE MY DAY 활동기 #1                                | 7 de agosto del 2018      | |
| 15  | YOU MAKE MY DAY 활동기 #2 캐럿들과 함께한 1위부터 GV까지 | 20 de agosto del 2018     | |
| 16  | 세븐틴의 자유시간 #1                                     | 3 de septiembre del 2018  | |
| 17  | 세븐틴의 자유시간 #2                                     | 17 de septiembre del 2018 | |
| 18  | IDEAL CUT TOUR #1                                        | 1 de octubre del 2018     | |
| 19  | IDEAL CUT TOUR #2                                        | 15 de octubre del 2018    | |
| 20  | IDEAL CUT TOUR #3                                        | 29 de octubre del 2018    | |
| 21  | TTT (MT SVT REALITY) #1                                  | 12 de noviembre del 2018  | |
| 22  | TTT (MT SVT REALITY) #2                                  | 26 de noviembre del 2018  | |
| 23  | TTT (MT SVT REALITY) #3                                  | 10 de diciembre del 2018  | |
| 24  | 2018 연말 특집                                           | 24 de diciembre del 2018  | |

### Tercera temporada[3]
| N.º | Título                                                              | Fecha                     | Descripción | Notas                                                                      |
| --- | ------------------------------------------------------------------- | ------------------------- | ----------- | -------------------------------------------------------------------------- |
| 1   | -                                                                   | 11 de marzo del 2019      |             |                                                                            |
| 2   | -                                                                   | 25 de marzo del 2019      |             |                                                                            |
| 3   | -                                                                   | 8 de abril del 2019       |             |                                                                            |
| 4   | 고잉엔터테인먼트 신입 사원들의 발표 시간                            | 22 de abril del 2019      |             |                                                                            |
| 5   | 'CARAT LAND' BEHIND                                                 | 6 de mayo del 2019        |             |                                                                            |
| 6   | 고잉 세븐틴 로고송 만들기                                           | 20 de mayo del 2019       |             |                                                                            |
| 7   | 고잉 세븐틴 오프닝 영상 만들기                                      | 3 de junio del 2019       |             |                                                                            |
| 8   | JAPAN 'HARU' CONCERT #1                                             | 17 de junio del 2019      |             |                                                                            |
| 9   | JAPAN 'HARU' CONCERT #2                                             | 1 de julio del 2019       |             |                                                                            |
| 10  | 당.당.감.체 #1                                                      | 15 de julio del 2019      |             |                                                                            |
| 11  | 당.당.감.체 #2                                                      | 29 de julio del 2019      |             |                                                                            |
| 12  | SVT TRIP #1                                                         | 12 de agosto del 2019     |             |                                                                            |
| 13  | SVT TRIP #2                                                         | 26 de agosto del 2019     |             |                                                                            |
| 14  | MBTI of SVT #1                                                      | 9 de septiembre del 2019  |             |                                                                            |
| 15  | MBTI of SVT #2                                                      | 23 de septiembre del 2019 |             |                                                                            |
| 16  | MBTI of SVT #3                                                      | 30 de septiembre del 2019 |             |                                                                            |
| 17  | 노래방탈출 #1 (Escape Singing Room #1)                              | 7 de octubre del 2019     |             |                                                                            |
| -   | -                                                                   | 14 de octubre del 2019    | -           | No se publica el episodio debido al fallecimiento de la cantante Sulli.    |
| 18  | 노래방탈출 #2 (Escape Singing Room #2)                              | 21 de octubre del 2019    |             |                                                                            |
| 19  | 논리나잇 #1 (Debate Night #1)                                       | 28 de octubre del 2019    |             |                                                                            |
| 20  | 논리나잇 #2 (Debate Night #2)                                       | 4 de noviembre del 2019   |             |                                                                            |
| 21  | TTT #1 (Camping Ver.)                                               | 11 de noviembre del 2019  |             |                                                                            |
| 22  | TTT #2 (Camping Ver.)                                               | 18 de noviembre del 2019  |             |                                                                            |
| -   | -                                                                   | 25 de noviembre del 2019  | -           | No se publica el episodio debido al fallecimiento de la cantante Goo Hara. |
| 23  | TTT #3 (Camping Ver.)                                               | 2 de diciembre del 2019   |             |                                                                            |
| 24  | SVT 놀이터 #1 (SVT Playground #1)                                   | 9 de diciembre del 2019   |             |                                                                            |
| 25  | SVT 놀이터 #2｜SSS #1 (SVT Playground #2｜SVT SECRET SANTA #1)      | 16 de diciembre del 2019  |             |                                                                            |
| 26  | SSS #2 (SVT SECRET SANTA #2)                                        | 23 de diciembre del 2019  |             |                                                                            |
| 27  | 세봉이의 상상은 현실이 된다 #1 (THE SECRET LIFE OF GOING SEVONG #1) | 30 de diciembre del 2019  |             |                                                                            |
| 28  | 세봉이의 상상은 현실이 된다 #2 (THE SECRET LIFE OF GOING SEVONG #2) | 6 de enero del 2020       |             |                                                                            |

### Cuarta temporada[4]
| N.º | Título                                                          | Fecha                     | Descripción | Notas                                                                                                |
| --- | --------------------------------------------------------------- | ------------------------- | ----------- | --- |
| 1   | MYSTERY MYSTERY #1                                              | 27 de enero del 2020      |             | |
| 2   | MYSTERY MYSTERY #2                                              | 3 de febrero del 2020     |             | |
| 3   | 돈't Lie #1 (Don't Lie #1)                                      | 10 de febrero del 2020    |             | |
| 4   | 돈't Lie #2 (Don't Lie #2)                                      | 17 de febrero del 2020    |             | |
| 5   | 부승관의 전생연분 #1 (SeungKwan Boo's Past Life Destiny #1)     | 24 de febrero del 2020    |             | |
| 6   | 부승관의 전생연분 #2 (SeungKwan Boo's Past Life Destiny #2)     | 2 de marzo del 2020       |             | |
| 7   | 부승관의 전생연분 #3 (SeungKwan Boo's Past Life Destiny #3)     | 9 de marzo del 2020       |             | |
| 8   | 불면제로 #1 (Insomnia-Zero #1)                                  | 16 de marzo del 2020      |             | |
| 9   | 불면제로 #2 (Insomnia-Zero #2)                                  | 23 de marzo del 2020      |             | |
| 10  | S.B.S #1 (SEVENTEEN BRAIN SURVIVAL #1)                          | 30 de marzo del 2020      |             | |
| 11  | S.B.S #2 (SEVENTEEN BRAIN SURVIVAL #2)                          | 6 de abril del 2020       |             | |
| 12  | SVT ESCAPE ROOM #1                                              | 14 de abril del 2020      |             | |
| 13  | SVT ESCAPE ROOM #2                                              | 20 de abril del 2020      |             | |
| 14  | 딜리버리 푸드 파이터 上 (Delivery Food Fighter #1)              | 27 de abril del 2020      |             | |
| 15  | 딜리버리 푸드 파이터 下 (Delivery Food Fighter #2)              | 4 de mayo del 2020        |             | |
| 16  | 인간 체스 #1 (Human Chess #1)                                   | 11 de mayo del 2020       |             | |
| 17  | 인간 체스 #2 (Human Chess #2)                                   | 18 de mayo del 2020       |             | |
| 18  | 논리나잇 Ⅱ #1 (Debate Night Ⅱ #1)                               | 1 de junio del 2020       |             | |
| 19  | 논리나잇 Ⅱ #2 (Debate Night Ⅱ #2)                               | 8 de junio del 2020       |             | |
| 20  | 그림의 떡 (Pie in the Sky)                                      | 15 de junio del 2020      |             | |
| 21  | 네발라이더 #1 (Four Wheeled Rider #1)                           | 29 de junio del 2020      |             | |
| 22  | 네발라이더 #2 (Four Wheeled Rider #2)                           | 6 de julio del 2020       |             | |
| 23  | 드립 : 세븐틴 갓 탤런트 #1 (Ad-lib : Seventeen's got Talent #1) | 13 de julio del 2020      |             | |
| 24  | 드립 : 세븐틴 갓 탤런트 #2 (Ad-lib : Seventeen's got Talent #2) | 20 de julio del 2020      |             | |
| 25  | 디에잇과 12인의 그림자 #1 (THE 8 and the 12 Shadows #1)         | 27 de julio del 2020      |             | |
| 26  | 디에잇과 12인의 그림자 #2 (THE 8 and the 12 Shadows #2)         | 3 de agosto del 2020      |             | |
| 27  | 술래잡기 #1 (The Tag #1)                                        | 10 de agosto del 2020     |             | |
| 28  | 술래잡기 #2 (The Tag #2)                                        | 17 de agosto del 2020     |             | |
| 29  | 8월의 크리스마스 #1 (Christmas in August #1)                    | 24 de agosto del 2020     |             | |
| 30  | 8월의 크리스마스 #2 (Christmas in August #2)                    | 31 de agosto del 2020     |             | |
| 31  | MOUSEBUSTERS #1                                                 | 7 de septiembre del 2020  |             | |
| 32  | MOUSEBUSTERS #2                                                 | 14 de septiembre del 2020 |             | |
| 33  | MOUSEBUSTERS #3                                                 | 21 de septiembre del 2020 |             | |
| 34  | BAD CLUE #1                                                     | 28 de septiembre del 2020 |             | |
| 35  | BAD CLUE #2                                                     | 5 de octubre del 2020     |             | |
| 36  | 세븐틴사이드 아웃 (SVTSIDE OUT)                                 | 12 de octubre del 2020    |             | |
| -   | -                                                               | 19 de octubre del 2020    | -           | No se publica el episodio debido al lanzamiento del álbum Semicolon.                                 |
| 37  | 천고마비 (Bungee Jump) #1                                       | 26 de octubre del 2020    |             | |
| -   | -                                                               | 2 de noviembre del 2020   | -           | No se publica el episodio debido al fallecimiento de la comediante y actriz Park Ji Sun, y su madre. |
| 38  | 천고마비 (Bungee Jump) #2                                       | 9 de noviembre del 2020   |             | |
| -   | -                                                               | 16 de noviembre del 2020  | -           | No se publica el episodio debido a problemas encontrados durante la revisión del video.              |
| 39  | CARNIVAL                                                        | 23 de noviembre del 2020  |             | |
| 40  | 돈't Lie Ⅱ #1 (Don't Lie Ⅱ #1)                                  | 30 de noviembre del 2020  |             | |
| 41  | 돈't Lie Ⅱ #2 (Don't Lie Ⅱ #2)                                  | 7 de diciembre del 2020   |             | |
| 42  | GOING VS SEVENTEEN #1                                           | 14 de diciembre del 2020  |             | |
| 43  | GOING VS SEVENTEEN #2                                           | 21 de diciembre del 2020  |             | |
| 44  | TTT #1 (Hyperrealism Ver.)                                      | 28 de diciembre del 2020  |             | |
| 45  | TTT #2 (Hyperrealism Ver.)                                      | 4 de enero del 2021       |             | |
| 46  | GOING #1                                                        | 11 de enero del 2021      |             | |
| 47  | GOING #2                                                        | 18 de enero del 2021      |             | |

### Quinta temporada[5]
| N.º | Título                                                                                   | Fecha                     | Descripción |
| --- | ---------------------------------------------------------------------------------------- | ------------------------- | ----------- |
| -   | 2021 Opening Title Sequence                                                              | 24 de febrero del 2021    |             |
| 1   | 드립 : 고잉 컴퍼니 #1 (Ad-lib : GOING COMPANY #1)                                        | 14 de abril del 2021      |             |
| 2   | 드립 : 고잉 컴퍼니 #2 (Ad-lib : GOING COMPANY #2)                                        | 21 de abril del 2021      |             |
| 3   | 100만 원 #1 (ONE MILLION WON #1)                                                         | 28 de abril del 2021      |             |
| 4   | 100만 원 #2 (ONE MILLION WON #2)                                                         | 5 de mayo del 2021        |             |
| 5   | 출발 세븐틴 #1 (Let's Go! SEVENTEEN #1)                                                  | 12 de mayo del 2021       |             |
| 6   | 출발 세븐틴 #2 (Let's Go! SEVENTEEN #2)                                                  | 19 de mayo del 2021       |             |
| 7   | 보물섬 : 13 Raiders #1 (Treasure Island : 13 Raiders #1)                                 | 2 de junio del 2021       |             |
| 8   | 보물섬 : 13 Raiders #2 (Treasure Island : 13 Raiders #2)                                 | 9 de junio del 2021       |             |
| 9   | 돈't Lie Ⅲ #1 (Don't Lie Ⅲ #1)                                                           | 16 de junio del 2021      |             |
| 10  | 돈't Lie Ⅲ #2 (Don't Lie Ⅲ #2)                                                           | 23 de junio del 2021      |             |
| 11  | 광고천재 세븐틴 (Ad Genius SEVENTEEN)                                                    | 30 de junio del 2021      |             |
| 12  | 룰렛인생 #1 (Roulette Life #1)                                                           | 7 de julio del 2021       |             |
| 13  | 룰렛인생 #2 (Roulette Life #2)                                                           | 14 de julio del 2021      |             |
| 14  | 버논에서 모처럼 모내기를 하며 모든 내기를 해보았다 #1 (Planting Rice and Making Bets #1) | 21 de julio del 2021      |             |
| 15  | 버논에서 모처럼 모내기를 하며 모든 내기를 해보았다 #2 (Planting Rice and Making Bets #2) | 28 de julio del 2021      |             |
| 16  | 발마구마구 #1 (Kickball #1)                                                              | 4 de agosto del 2021      |             |
| 17  | 발마구마구 #2 (Kickball #2)                                                              | 11 de agosto del 2021     |             |
| 18  | TTT에 빠지다 #1 (Dive into TTT #1) (Water Sports Ver.)                                   | 18 de agosto del 2021     |             |
| 19  | TTT에 빠지다 #2 (Dive into TTT #2) (Water Sports Ver.)                                   | 25 de agosto del 2021     |             |
| 20  | TTT에 빠지다 #3 (Dive into TTT #3) (Water Sports Ver.)                                   | 1 de septiembre del 2021  |             |
| 21  | 논리나잇 Ⅲ #1 (Debate Night Ⅲ #1)                                                        | 8 de septiembre del 2021  |             |
| 22  | 논리나잇 Ⅲ #2 (Debate Night Ⅲ #2)                                                        | 15 de septiembre del 2021 |             |
| 23  | 부족오락관 #1 (Tribal Games #1)                                                          | 22 de septiembre del 2021 |             |
| 24  | 부족오락관 #2 (Tribal Games #2)                                                          | 29 de septiembre del 2021 |             |
| 25  | 캐치 스탁 : 가즈아 잡즈아 #1 (CATCH STOCK #1)                                            | 6 de octubre del 2021     |             |
| 26  | 캐치 스탁 : 가즈아 잡즈아 #2 (CATCH STOCK #2)                                            | 13 de octubre del 2021    |             |
| 27  | EGO #1                                                                                   | 20 de octubre del 2021    |             |
| 28  | EGO #2                                                                                   | 27 de octubre del 2021    |             |
| 29  | 불면제로 Ⅱ #1 (Insomnia-Zero Ⅱ #1)                                                       | 3 de noviembre del 2021   |             |
| 30  | 불면제로 Ⅱ #2 (Insomnia-Zero Ⅱ #2)                                                       | 10 de noviembre del 2021  |             |
| 31  | 순응특집 단짝 #1 (Best Friends #1)                                                       | 17 de noviembre del 2021  |             |
| 32  | 순응특집 단짝 #2 (Best Friends #2)                                                       | 24 de noviembre del 2021  |             |
| 33  | 둘이서 셉식당 #1 (SVT’s Kitchen for Two #1)                                              | 1 de diciembre del 2021   |             |
| 34  | 둘이서 셉식당 #2 (SVT’s Kitchen for Two #2)                                              | 8 de diciembre del 2021   |             |
| 35  | 둘이서 셉식당 #3 (SVT’s Kitchen for Two #3)                                              | 15 de diciembre del 2021  |             |

### Sexta temporada[5]
| N.º | Numeración original | Título                                                                                | Fecha                     | Notas                                                                    |
| --- | ------------------- | ------------------------------------------------------------------------------------- | ------------------------- | ------------------------------------------------------------------------ |
| -   | -                   | 2022 Opening Title Sequence                                                           | 2 de febrero del 2022     |                                                                          |
| 1   | 36                  | 쌀밥을 맛있게 먹는 완벽한 방법 #1 (How to Eat Rice the Perfect Way #1)                | 9 de febrero del 2022     |                                                                          |
| 2   | 37                  | 쌀밥을 맛있게 먹는 완벽한 방법 #2 (How to Eat Rice the Perfect Way #2)                | 16 de febrero del 2022    |                                                                          |
| 3   | 38                  | 무모한 고잉 #1 (Infinite GOING #1)                                                    | 23 de febrero del 2022    |                                                                          |
| 4   | 39                  | 무모한 고잉 #2 (Infinite GOING #2)                                                    | 2 de marzo del 2022       |                                                                          |
| 5   | 40                  | 나 혼자 사는 세븐틴 씨의 트루먼 쇼 #1 (The Truman Show of Mr. SVT’s We Live Alone #1) | 9 de marzo del 2022       |                                                                          |
| 6   | 41                  | 나 혼자 사는 세븐틴 씨의 트루먼 쇼 #2 (The Truman Show of Mr. SVT’s We Live Alone #2) | 16 de marzo del 2022      |                                                                          |
| 7   | 42                  | 세븐틴사이드 아웃 Ⅱ #1 (SVTSIDE OUT Ⅱ #1)                                             | 23 de marzo del 2022      |                                                                          |
| 8   | 43                  | 세븐틴사이드 아웃 Ⅱ #2 (SVTSIDE OUT Ⅱ #2)                                             | 30 de marzo del 2022      |                                                                          |
| -   | -                   | -                                                                                     | 6 de abril del 2022       | No se publica el episodio debido al fallecimiento de la madre de Wonwoo. |
| 9   | 44                  | E-Triathlon Championship 2022 #1                                                      | 13 de abril del 2022      |                                                                          |
| 10  | 45                  | E-Triathlon Championship 2022 #2                                                      | 20 de abril del 2022      |                                                                          |
| 11  | 46                  | E-Triathlon Championship 2022 #3                                                      | 27 de abril del 2022      |                                                                          |
| 12  | 47                  | 준우승 운동회 #1 (Runner-Up Sports Day #1)                                            | 4 de mayo del 2022        |                                                                          |
| 13  | 48                  | 준우승 운동회 #2 (Runner-Up Sports Day #2)                                            | 11 de mayo del 2022       |                                                                          |
| -   | -                   | -                                                                                     | 18 de mayo del 2022       | No hay episodios debido al especial junto al canal MMTG.                 |
| -   | -                   | -                                                                                     | 25 de mayo del 2022       | No hay episodios debido al especial junto al canal MMTG.                 |
| -   | -                   | 고잉셉특급 : 당신의 심장을 뛰게 할 콘텐츠를 찾아라 (GOING SVT X MMTG)                 | 1 de junio del 2022       |                                                                          |
| 14  | 49                  | 세븐틴 고잉 라디오 쇼 #1 (SEVENTEEN GOING Radio Show #1)                              | 8 de junio del 2022       |                                                                          |
| 15  | 50                  | 세븐틴 고잉 라디오 쇼 #2 (SEVENTEEN GOING Radio Show #2)                              | 15 de junio del 2022      |                                                                          |
| 16  | 51                  | 너 자신을 알라 #1 (Know Thyself #1)                                                   | 29 de junio del 2022      |                                                                          |
| 17  | 52                  | 너 자신을 알라 #2 (Know Thyself #2)                                                   | 6 de julio del 2022       |                                                                          |
| 18  | 53                  | HIDE N SEEK                                                                           | 13 de julio del 2022      |                                                                          |
| 19  | 54                  | 전원우일기 #1 (WONWOO's Diary #1)                                                     | 20 de julio del 2022      |                                                                          |
| 20  | 55                  | 전원우일기 #2 (WONWOO's Diary #2)                                                     | 27 de julio del 2022      |                                                                          |
| 21  | 56                  | 8월의 크리스마스 Ⅱ #1 (Christmas in August Ⅱ #1)                                      | 3 de agosto del 2022      |                                                                          |
| 22  | 57                  | 8월의 크리스마스 Ⅱ #2 (Christmas in August Ⅱ #2)                                      | 10 de agosto del 2022     |                                                                          |
| 23  | 58                  | GOOD OFFER #1                                                                         | 17 de agosto del 2022     |                                                                          |
| 24  | 59                  | GOOD OFFER #2                                                                         | 24 de agosto del 2022     |                                                                          |
| 25  | 60                  | 토크 회식 #1 (Talk Get-Together #1)                                                   | 31 de agosto del 2022     |                                                                          |
| 26  | 61                  | 토크 회식 #2 (Talk Get-Together #2)                                                   | 7 de septiembre del 2022  |                                                                          |
| 27  | 62                  | BAD CLUE Ⅱ #1                                                                         | 14 de septiembre del 2022 |                                                                          |
| 28  | 63                  | BAD CLUE Ⅱ #2                                                                         | 21 de septiembre del 2022 |                                                                          |
| 29  | 64                  | BAD CLUE Ⅱ #3                                                                         | 28 de septiembre del 2022 |                                                                          |

### Séptima temporada[5]
| N.º | Numeración original | Título                                                                      | Fecha                  | Descripción |
| --- | ------------------- | --------------------------------------------------------------------------- | ---------------------- | ----------- |
| -   | -                   | 2023 Opening Title Sequence                                                 | 22 de febrero del 2023 | -           |
| 1   | 65                  | 고잉 컴퍼니 야유회 (GOING COMPANY Outing)                                   | 1 de marzo del 2023    |             |
| 2   | 66                  | 기습 돈't Lie #1 (Surprise Don't Lie #1)                                    | 8 de marzo del 2023    |             |
| 3   | 67                  | 기습 돈't Lie #2 (Surprise Don’t Lie #2)                                    | 15 de marzo del 2023   |             |
| 4   | 68                  | 돈’t Lie : CLUE #1 (Don’t Lie : CLUE #1)                                    | 22 de marzo del 2023   |             |
| 5   | 69                  | 돈’t Lie : CLUE #2 (Don’t Lie : CLUE #2)                                    | 29 de marzo del 2023   |             |
| 6   | 70                  | 돈't Lie : The CHASER #1 (Don’t Lie : The CHASER #1)                        | 5 de abril del 2023    |             |
| 7   | 71                  | 돈't Lie : The CHASER #2 (Don’t Lie : The CHASER #2)                        | 12 de abril del 2023   |             |
| 8   | 72                  | 법정 : 모든 걸 꿰뚫어 보는 눈 #1 (Court : Eyes That See The Truth #1)       | 19 de abril del 2023   |             |
| 9   | 73                  | 법정 : 모든 걸 꿰뚫어 보는 눈 #2 (Court : Eyes That See The Truth #2)       | 26 de abril del 2023   |             |
| 10  | 74                  | 권순영 찾기 #1 (Finding KSY #1)                                             | 3 de mayo del 2023     |             |
| 11  | 75                  | 권순영 찾기 #2 (Finding KSY #2)                                             | 10 de mayo del 2023    |             |
| 12  | 76                  | 전원 회식 (A Company Dinner for EveryWON)                                   | 17 de mayo del 2023    |             |
| 13  | 77                  | 화이트에서 할 수 있는 모든 것 #1 (Everything Possible in the White Zone #1) | 24 de mayo del 2023    |             |
| 14  | 78                  | 화이트에서 할 수 있는 모든 것 #2 (Everything Possible in the White Zone #2) | 31 de mayo del 2023    |             |
| 15  | 79                  | GOING Vol.2 #1                                                              | 7 de junio del 2023    |             |
| 16  | 80                  | GOING Vol.2 #2                                                              | 14 de junio del 2023   |             |
| 17  | 81                  | 셉셉투어 #1 (TOUR SEV SEV #1)                                               | 22 de junio del 2023   |             |
| 18  | 82                  | 셉셉투어 : 팔랑귀 여행 (TOUR SEV SEV : Gullibles’ Travels)                  | 28 de junio del 2023   |             |

### Especiales
| Título                                                                | Fecha                    | Descripción | Notas |
| --------------------------------------------------------------------- | ------------------------ | ----------- | ----- |
| 연말특집 TTT 하드 털이 (TTT Compilation)                              | 29 de diciembre del 2019 |             |       |
| 고잉 세븐틴 2020 캐럿 어워즈 (GOING SEVENTEEN 2020 CARAT AWARDS)      | 7 de abril del 2021      |             |       |
| 고잉 코멘터리 (GOING COMMENTARY)                                      | 19 de enero del 2022     |             |       |
| 고잉셉특급 : 당신의 심장을 뛰게 할 콘텐츠를 찾아라 (GOING SVT X MMTG) | 1 de junio del 2022      |             |       |
| 겨울방학 특집 : 안다와 몰라 #1 (I Know & Don't Know #1)               | 28 de diciembre del 2022 |             |       |
| 겨울방학 특집 : 안다와 몰라 #2 (I Know & Don't Know #2)               | 4 de enero del 2023      |             |       |